# Йом
Йом (на тайски: ยม) е река в северната част на Тайланд, десен приток на Нан (лява съставяща на Менам-Чао Прая). Дължина около 500 km, площ на водосборния басейн 23 616 km². Река Йом води началото си на 1564 m н.в., от платото Фипаннан, в близост до границата с Лаос. В горното си течение е типична планинска река с бързеи и прагове, като тече в дълбока и залесена долина през платото Фипаннан. В района на град Денчай излиза от планините и до устието си тече в южна посока през северната част на Менамската низина. В района на град Чум Сенг, на 29 m н.в. се влива отдясно в река Нан (лява съставяща на Менам-Чао Прая). Има ясно изразен мусонен режим, с лятно пълноводие. Среден годишен отток 430 m³/s. Използва се предимно за транспортиране на дървен материал и за напояване през сухия сезон. Долината ѝ е гъсто населена, като най-големите селища са градовете Пхре, Денчай и Сукхотхай.